# Perényi Imre (kancellár)
Perényi Imre († 1418), a Perényi család nádori ágának tagja, Zsigmond király bizalmasa, diplomata, titkos kancellár, abaúji és borsodi ispán

## Élete
A nemesi címet szerző Dobos Orbán dédunokája, Perényi István unokája, Perényi Péter fia. Nagy Iván munkájában hibásan Jánost (1316-ban főpohárnokmester volt) szerepelteti nagyapjának. Erre a hibára Puki Andor is felhívja a figyelmet munkájában, amit megerősít és vele azonos leszármazást közöl Feld István - Juan Cabello munkájában.
Perényi Imre 1384-ben a prágai egyetemen tanult és kezdetben, 1386-88-tól a királyné hadapródja volt, 1388-ban pedig diósgyőri várnagy. Testvéreivel együtt vett részt a nikápolyi csatában, ahol két bátyja elesett, így ő lett a család feje. Kezdetben ő is főpohárnokmester (1396-1404), amely jogot biztosított számára a királyi tanácsban való rész vételre. 
1399-ben a Liptó megyei Nagyvárt vívta vissza Prokop morva örgróftól, melynek során egy nyíl megsebesítette lábán, ami hátralévő életére megnyomorította.
1403-ban az elégedetlen országnagyok (élükön Kanizsai János esztergomi érsekkel) Nápolyi Lászlót hívták meg a trónra. Az északkeleti országrész fő lázítója Ludányi Tamás egri püspök volt, akik mellett felsorakoztak a Bebek, Debrői Vadászy, Drugeth családok. Perényi Imre segítő jobbot nyújtott a királynak és a Patak környékén lázadozó csapatokat, mint Diósgyőri várnagya verte szét, az összecsapásban lováról leesve ő maga is sebeket szerzett. Zsigmond király a szolgálataiért a lázadó Vadászy Imre birtokaiból (az abaúji Vadász és Jánosd, a borsodi Balázsháza, Ormós, Nyárád, Tövises, Kelece és a hevesi Németmező) jutalmazta Perényit. Ezek mellett engedély adott neki a leromlott állapotban lévő Csorbakői vár újjáépítésére. A megújított vár később fő tartózkodási helye lett, melynek oka két dologban keresendő, egyrészt közelebb volt Budához, ahol gyakran kellett megjelennie, illetve a közelben alapította a később nyughelyéül is szolgáló kurityáni kolostort.
1405-ben titkos kancellárnak nevezték ki. Zsigmond kormányzati reformjának részeként két kancellár volt ekkor az országban. Az egyik a főkancellár volt, aki az ország hétköznapi ügyeit intézte (ő használta a nagypecsétet, a sigillium maius-t), a másik a titkos kancellár volt, aki a király személyes akaratának szerzett érvényt, ő a kis pecsét (sigillium secretum) kezelője volt, amit a király mindig magánál tartott, és ez azzal is járt, hogy Perényinek gyakran a király mellett kellett tartózkodott. 1408-ban bekerült a Zsigmond király hűséges híveit tömörítő Sárkányos rendbe. A király egyik legfontosabb diplomatájává lett. Kihasználta a török birodalomban trónviszály miatt fennálló zavart, és 1408-ban egy Kis-Ázsiába vezetett diplomácia út során kapcsolatot teremtett a szultán keleti ellenségeivel (Bajazid szultán trónkövetelő fiához, Csalapia Szulejmán szultánhoz utazott több hónapos követségbe).
1410-ben megkapta a Sáros megyei Újvárt, azzal a kikötéssel, hogy a szebenieknek a fekete-erdőbeli részt köteles volt kimutatni, illetve Sztropkót. A Lengyel–litván–lovagrendi háborúban Zsigmond a lovagrend oldalára állt. A háború után Perényi is tagja volt a küldöttségnek, melynek feladata a magyar és lengyel fél közötti béke megkötése és a vitás kérdések rendezése volt. Perényit a hosszan elhúzódó tárgyalások azon szakaszában említik, melyet 1411. novemberében Ófaluban és a lengyelországi Szramovice (Sromowce) faluban tartottak és ahol a lengyel és magyar fél közötti fegyverszünetben állapodtak meg. Zsigmond a lengyel lovagrenden kívül más okok miatt is háborúba bonyolódott, többek között Dalmáciáért. Mivel viszont egy ilyen vállalkozás költséges volt, kénytelen volt 16 szepességi várost, 2 várat és további tizenhárom települést Ulászlónak elzálogosítani. Az előzetes tárgyalásokon Kanizsai János esztergomi érsek, Perényi Péter mellett maga Perényi is részt vett, 1412. november 8-án pedig a zálogszerződés aláírói között is szerepelt.
Részt vett Zsigmond aacheni koronázásán és 1415-ben elkísérte királyát a Konstanzi zsinatra.
1408-ban Csorbakői székhelye közelében, Nyárád és Kurityán között (Újház) pálos kolostort alapított Szent János tiszteletére. 1418. március 18-án kelt levelében búcsúengedélyt kért V. Márton pápától a kolostor részére. Szintén ekkor folyamodott bűnbocsánatért saját és felesége részére, illetve kérte a pápát, hogy oldja fel a Szentföldre történő zarándoklatra tett fogadalma alól. Még az év nyarán elhunyt, mert egy 1418. július 25-én kelt oklevélben már néhaiként említik. Holttestét az általa emelt kolostorba helyezték örök nyugalomra. Sírkövének töredékei 1960-as években kerültek elő - a templom sekrestyéjéből. A vörösmárványból készült kőlapnak a fej felőli felső része maradt meg a jobb felső sarok nélkül, valamint egy kisebb töredék a keretből, mely a miskolci Herman Ottó Múzeum gyűjteményében található.

## Családja
Fiai:
- István († 1437) 
 Zsigmond király főasztalnokmestere volt 1431 és 1437 között. Egy bátyja részére kiállított 1438-as oklevél információt nyújt halálának körülményeiről: elkísérte Zsigmondot Itáliai útjára, ahol megfázott és haza érve elhunyt.[27] Végső nyugalomra a Kurityán közelében lévő Pálos kolostorba helyezték.[7][28] Vörös márvány sírköve a rudabányai református templomban található.[29][30]  Sírkövérén megtalálható az aragóniai mértékletességi- Kanna-rend jelképe is (váza, benne három szál liliom), melyből arra lehet következtetni, hogy Zsigmonddal tartott Aragóniába is. Ezenkívül a sárkányos rend jelképét (farkát nyaka köré tekerő sárkány) is ábrázolták a sírkövén.[31]
Sírkövének felirata: Hic oby(t) magnific(us) d(omi)n(u)s stephanus filius emerici de peren serenissimi Principis domini sig(ismundi)... regis dapiferoru(m) magi(ster) Anno domini MCCCCXXXVII[32]
- János († 1458), tárnokmester